# 2-й танковый корпус СС
2-й танковый корпус СС (нем. II. SS-Panzerkorps) — оперативно-тактическое объединение войск СС нацистской Германии периода Второй мировой войны. Сформирован в июле 1942 года во Франции, под командованием обергруппенфюрера СС Пауля Хауссера.

## Боевой путь
Штаб корпуса был создан 13 мая 1942 г. в городе Берген. Летом началось формирование частей корпусного подчинения. До конца 1942 г. части корпуса находились на оккупированной территории Франции. В январе 1943 г. части корпуса начали отбывать на советско-германский фронт. В феврале 1943 г. корпус сражался в районе Харькова.

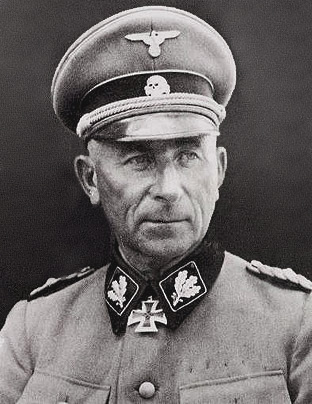
Командир 2 танкового корпуса СС, Пауль Хауссер

Бои под Харьковом стали боевым крещением для моторизованных дивизий войск СС «Рейх», «Лейбштандарт СС Адольф Гитлер» и «Мёртвая голова». Дивизии были сведены во 2-й танковый корпус СС под общим командованием Пауля Хауссера и в срочном порядке переброшены под Харьков из района формирования во Франции.
Вооружение дивизий СС включало: модифицированные длинноствольные модели танков T-III и T-IV, штурмовые орудия StuG III (всего более 60); полугусеничные бронетранспортёры Sd Kfz 251; противотанковые САУ Marder II и Marder III (всего 45), самоходные гаубицы Wespe и реактивные миномёты Nebelwerfer. Все дивизии СС имели также некоторое количество новых тяжёлых танков «Тигр».
| Дивизия   | Pz. Kpfw II | Pz. Kpfw III | Pz. Kpfw IV | Pz. Kpfw VI, «Tiger» |
| --------- | ----------- | ------------ | ----------- | -------------------- |
| LSSAH     | 12          | 10           | 52          | 9                    |
| Das Reich | 10          | 81           | 21          | 10                   |
| Totenkopf | —           | 71 + 10      | 10          | 9                    |
| Всего     | 22          | 172          | 83          | 28                   |

К 4 февраля корпус был развёрнут на рубеже реки Северский Донец к востоку от Харькова, однако его правый фланг был открыт: расстояние до ближайшего соседа справа, — 1-й танковой армии, выведенной незадолго до этого с Кубани, — составляло около 160 км.
В июне 1943 г. корпус получил свой номер. В следующем месяце части корпуса были задействованы в начальной фазе операции «Цитадель». С июля 1943 — бои на южном фасе Курской дуги (в том числе в районе Прохоровки) и в ходе Миусской операции, в которой по подсчётам ряда авторов, понёс потери более значительные, чем у Прохоровки.
В конце месяца части корпуса были переброшены в район Изюма. В начале августа 1943 г. штаб корпуса и моторизованная дивизия СС «Лейбштандарт СС Адольф Гитлер» были переброшены в Верхнюю Италию. В Италии корпус нёс охранную службу и привлекался к участию в антипартизанских акциях. В середине декабря 1943 г. части корпуса получили приказ отбыть во Францию. Здесь в состав корпуса были введены две новые танковые дивизии СС: 9-я «Гогенштауфен» и 10-я «Фрундсберг». 28 марта 1944 г. корпус был отправлен в группу армий «Северная Украина».
С апреля корпус участвовал в оборонительных боях у Тернополя, а позднее оборонял Бучач. С 12 июня части корпуса начали отбывать в Нормандию, в подчинение танковой группы «Запад». В конце июня корпус участвовал в Канской операции, сражаясь в излучине реки Орн. Под давлением наступающих войск союзников корпус отошёл к Сене, откуда был переброшен в Намюр. Из Намюра, в середине сентября, корпус был отправлен в район Неймеген — Арнем. Части корпуса участвовали в разгроме парашютного десанта союзников у Арнема. До конца ноября корпус оперировал в районе Арнема, а затем начал подготовку к Арденнскому наступлению.
16 декабря 1944 г. немцы начали Арденнское наступление. Три дня спустя части корпуса также начали движение вперёд. Стратегической задачей корпуса было взятие Антверпена. К 14 января 1945 г. наступление корпуса было остановлено, а 19 января его части начали отступление к Мозелю. 1 февраля корпус получил приказ отбыть в Венгрию.
С 6 марта части корпуса участвовали в наступлении в рамках операции «Пробуждение весны». С середины марта корпус действовал в районе реки Раба. Из Венгрии части корпуса отступили в Австрию. Здесь остатки корпуса участвовали в обороне Вены и района Креме — Штокерау, после чего 8 мая 1945 г. сдались американцам.

## Состав корпуса
В июле 1943 года

2-й танковый корпус СС 29 июня 1944.

- Моторизованная дивизия СС «Лейбштандарт СС Адольф Гитлер»
- Моторизованная дивизия СС «Рейх»
- Моторизованная дивизия СС «Мёртвая голова»

В марте 1944 года
- 9-я танковая дивизия СС «Гогенштауфен»
- 10-я танковая дивизия СС «Фрундсберг»

17 декабря 1944 года

Командир — обергруппенфюрер СС W. Bittrich

| - 410-й народный артиллерийский корпус - 502-й тяжёлый артиллерийский дивизион СС - Бригада сопровождения фюрера: полковник O. Remer - 1-й моторизованный батальон - 2-й моторизованный батальон - 200-й дивизион штурмовых орудий (28 StuG) (Sturmgeschütz-Abteilung 200 (Feld)) - Разведывательная рота - Артиллерийский дивизион (3 батареи) - 828-й пехотный батальон - 673-й зенитный полк - 928-й велосипедный батальон - 9-я танковая дивизия СС «Гогенштауфен»: оберфюрер СС S.Stalder - 1/,2/9-й танковый полк СС (32 Mk VI, 49 Mk V) - Mk V Panther — 60/35/35/? - Mk IV — 30/39/39/? - 1/,2/,3/19-й моторизованный полк СС - 1/,2/,3/20-й моторизованный полк СС - 1/,2/,3/,4/9-й артиллерийский полк СС - 105mm lFH — 0/24/0/0 (на 14 декабря — 24) - 150mm sFH — 0/14/0/0 (на 14 декабря — 14) - 100mm K18 — 0/6/0/0 (на 14 декабря — 0) - 150mm Hummel (на 14 декабря — 6) - 9-й противотанковый дивизион СС (28 StuG) StuG — 28/49/49/? - 9-й инженерный батальон СС - 9-й зенитный дивизион СС - 9-й батальон связи СС - 519-й тяжёлый противотанковый дивизион (20 Pzjg IV) (Heavy PAK — 28/25/25/0) - 502-й миномётный дивизион СС | - 3-я моторизованная дивизия: генерал-майор W.Denkert (10,381/6,172/4,653) - 1/,2/,3/8-й моторизованный полк - 1/,2/,3/29-й моторизованный полк - 103-й танковый батальон (25 StuG) (StuG — 68/69/57/0) - 1/,2/,3/3-й танковый артиллерийский полк - 105mm lFH — 37/36/0/0 - 150mm sFH — 12/9/0/3 - 100mm K18 — 4/4/0/0 - 103-й разведывательный батальон - 3-й противотанковый дивизион (25 Pzjg IV) Heavy PAK — 19/9/6/10 - 3-й инженерный батальон - 3-й батальон связи - 312-й армейский зенитный дивизион - 1129-й пехотный полк (560-я народная пехотная дивизия) - 1560-я батарея штурмовых орудий (560-я народная пехотная дивизия) (12 Jpz 38t) |

В марте 1945 года
- 2-я танковая дивизия СС «Рейх»
- 9-я танковая дивизия СС «Гогенштауфен»
- 23-я танковая дивизия
- 44-я рейхсгренадерская дивизия «Гроссмейстер Немецкого ордена»

## Командующие корпусом
- обергруппенфюрер СС и генерал войск СС Пауль Хауссер (9 июля 1942 — 29 июня 1944)
- обергруппенфюрер СС и генерал войск СС Вилли Биттрих (29 июня 1944 — 9 мая 1945)